# Vliegende Hollander (Avonturenpark Hellendoorn)
De Vliegende Hollander is een Red baron in het Nederlandse attractiepark Avonturenpark Hellendoorn.

## Geschiedenis
De attractie is een soort draaimolen met armen en werd in 1996 geopend. De attractie werd gebouwd door SBF Visa en is van het model Mini Jet. De attractie is aangekleed naar het vliegeniersthema. De inzittenden kunnen door middel van een hendel zelf de hoogte van de cabine bepalen. De attractie heeft 6 armen waar maximaal 2 passagiers per arm plaats kunnen nemen.

## Lengte
Om de Vliegende Hollander te mogen betreden dient de gast minimaal 90 cm te zijn. Er geldt ook een maximum lengte van 120 cm.
Afbeeldingen
 · Lijst van attracties